# Clarke MacArthur
Clarke MacArthur, född 6 april 1985, är en kanadensisk före detta professionell ishockeyspelare som spelade i National Hockey League (NHL) för Buffalo Sabres, Atlanta Thrashers, Toronto Maple Leafs och Ottawa Senators. Han draftades i tredje rundan som 73:e totalt av Sabres vid NHL Entry Draft 2003.
Debuten kom i NHL kom 2007. Säsongen 2010/11 blev MacArthur blev andre bästa poängplockare i Maple Leafs på 62 poäng efter Phil Kessel som hamnade på 64 poäng.

## Statistik

### Klubbkarriär
| 2002–03    | Medicine Hat Tigers     | WHL        | 70  | 23  | 52  | 75  | 104 | 11 | 3 | 6  | 9  | 8  |
| 2003–04    | Medicine Hat Tigers     | WHL        | 62  | 35  | 40  | 75  | 93  | 20 | 8 | 10 | 18 | 16 |
| 2004–05    | Medicine Hat Tigers     | WHL        | 57  | 30  | 44  | 74  | 100 | 13 | 3 | 8  | 11 | 18 |
| 2004–05    | Rochester Americans     | AHL        | —   | —   | —   | —   | —   | 3  | 0 | 1  | 1  | 0  |
| 2005–06    | Rochester Americans     | AHL        | 69  | 21  | 32  | 53  | 71  | —  | — | —  | —  | —  |
| 2006–07    | Rochester Americans     | AHL        | 51  | 21  | 42  | 63  | 57  | 6  | 2 | 4  | 6  | 4  |
| 2006–07    | Buffalo Sabres          | NHL        | 19  | 3   | 4   | 7   | 4   | —  | — | —  | —  | —  |
| 2006–07    | Rochester Americans     | AHL        | 43  | 14  | 28  | 42  | 26  | —  | — | —  | —  | —  |
| 2007–08    | Buffalo Sabres          | NHL        | 37  | 8   | 7   | 15  | 20  | —  | — | —  | —  | —  |
| 2008–09    | Buffalo Sabres          | NHL        | 71  | 17  | 14  | 31  | 56  | —  | — | —  | —  | —  |
| 2009–10    | Buffalo Sabres          | NHL        | 60  | 13  | 13  | 26  | 47  | —  | — | —  | —  | —  |
| 2009–10    | Atlanta Thrashers       | NHL        | 21  | 3   | 6   | 9   | 2   | —  | — | —  | —  | —  |
| 2010–11    | Toronto Maple Leafs     | NHL        | 82  | 21  | 41  | 62  | 37  | —  | — | —  | —  | —  |
| 2011–12    | Toronto Maple Leafs     | NHL        | 73  | 20  | 23  | 43  | 37  | —  | — | —  | —  | —  |
| 2012–13    | Eispiraten Crimmitschau | Ger.2      | 9   | 4   | 7   | 11  | 16  | —  | — | —  | —  | —  |
| 2012–13    | Toronto Maple Leafs     | NHL        | 40  | 8   | 12  | 20  | 26  | 5  | 2 | 1  | 3  | 2  |
| 2013–14    | Ottawa Senators         | NHL        | 79  | 24  | 32  | 56  | 78  | —  | — | —  | —  | —  |
| 2014–15    | Ottawa Senators         | NHL        | 62  | 16  | 20  | 36  | 36  | 6  | 2 | 0  | 2  | 18 |
| 2015–16    | Ottawa Senators         | NHL        | 4   | 0   | 0   | 0   | 0   | —  | — | —  | —  | —  |
| 2016–17    | Ottawa Senators         | NHL        | 4   | 0   | 0   | 0   | 0   | 19 | 3 | 6  | 9  | 12 |
| NHL totalt | NHL totalt              | NHL totalt | 552 | 133 | 171 | 304 | 343 | 30 | 7 | 7  | 14 | 32 |

### Internationellt
| År            | Lag           | Turnering     | Resultat      |   | Matcher | Mål | Assist | Poäng | Utv |
| ------------- | ------------- | ------------- | ------------- | - | ------- | --- | ------ | ----- | --- |
| 2005          | Kanada        | JVM           | 1             | 6 | 4       | 0   | 4      | 10    |     |
| Junior totalt | Junior totalt | Junior totalt | Junior totalt | 6 | 4       | 0   | 4      | 10    |     |